# عزالدین سلیم
عزالدین سلیم (عربی: عزالدين سليم؛ ۱۹۴۳ – ۱۷ مهٔ ۲۰۰۴) نويسنده، فيلسوف، تاريخ دان، ناشر و سیاست‌مدار اهل عراق بود.

## سال های اولیه زندگی
عبدالزهرا عثمان محمد معروف به عزالدين سليم در سال ۱۹۴۵ ميلادی، در عراق به دنیا آمد. در سال ۱۹۶۴ تحصيلات آكادميك خود را در زمينه تاريخ به پايان رساند و  به فراگيری علوم اسلامی مشغول شد. سليم اولين اثر خود را در ۲۲ سالگی را با عنوان فاطمه بنت محمد تالیف کرد. تاكنون ۸۵ اثر از وی به جا مانده است.

## ریاست دوره ای شورای حکومتی عراق
با حمله امریکا به عراق و تلاش عراق برای انتقال قدرت از نظامیان امریکایی به مردم عراق شورای حكومتی تشکیل شد. سلیم ریاست این شورا را برعهده داشت.

## آثار
- امام محمد بن علی الجواد(ع)

نویسنده ویژگی‌های منحصرکننده امامت محمد بن علی الجواد را بازگو می‌کند. فضایل اخلاقی، دعاها، شیوه برخورد با دستگاه حکومت و رهبری، نقش محمد بن علی الجواد در حرکت تاریخی اسلام و قیام علویان از موضوعات مهم این اثر به شمار می‌رود.
- الشريف المعتمد شاه عبدالعظيم الحسنى حياته و مسنده[۴]
- زندگانی حضرت امام علی بن حسین زین العابدین سجاد علیه السلام

این کتاب به زبان فارسی ترجمه شده است.
- زندگانی حضرت امام حسن بن علی علیهما السلام

این کتاب به بسیاری از پرسش های مربوط به دوران اموی و نیز حوادث پیش از حادثه کربلا پاسخ می‌دهد.این کتاب به زبان فارسی ترجمه شده است.
- زندگانی حضرت امام حسین بن علی (ع)

این کتاب به زبان فارسی ترجمه شده است.

## مرگ
عزالدين سليم، در محل توقف و بازرسی اتومبيل ها در نزديکی مقر نيروهای ائتلاف به رهبری آمريکا و دفاتر شورای حکومتی عراق در انفجاری انتحاری در بغداد کشته شد. در اين انفجار همچنين دست کم ٨ نفر ديگر کشته شدند.